# 무악산 동봉수대 터
무악산 동봉수대 터(毋岳山 東烽燧臺 터)는 서울특별시 서대문구 봉원동에 있는 조선시대 봉수체제가 확립되었던 세종 24년(1438년)에 무악산 동문서에 만든 봉수대 가운데 동쪽 봉수대 터이다. 1993년 9월 20일 서울특별시의 기념물 제13호로 지정되었다.

## 개요
봉수제는 중국에서는 25～27년 후한(後漢) 광무제(光武帝) 때에 이미 상당히 정비된 봉수제도가 있었고, 우리 나라에서는 삼국시대부터 있어온 것으로 짐작되나 확실한 것은 고려 의종(毅宗) 3년(1149)부터이다.
조선 세종 때에 이르러 봉수제는 크게 정비되고 발전된 체제를 갖추게 되었는데, 조선의 봉수는 그 시설상 전국의 모든 봉수가 집결하는 중앙 봉수인 서울 목멱산(木覓山, 남산)의 경봉수(京烽燧), 해륙․변경의 제l선에 위치하여 연대라고 호칭된 연변봉수(沿邊烽燧), 경봉수와 연변봉수를 연결하는 내지봉수(內地烽燧)로 구분되며, 이밖에 기간 선로상의 직봉[直線烽燧]과 그 보조선상의 간봉[間線烽燧]으로 구분하기도 한다.
봉수대에서는 거수(炬數)를 달리하여 정세의 완급을 나타냈다. 평상시에는 1거(炬), 왜적이 해상에 나타나거나 적이 국경에 나타나면 2거, 왜적이 해안에 가까이 오거나 적이 변경에 가까이 오면 3거, 우리 병선(兵船)과 접전하거나 국경을 침범하면 4거, 왜적이 상륙하거나 국경에 침범한 적과 접전하면 5거를 올리도록 하였다. 만약 적의 침입이 있을 때 안개․구름․비․바람 등으로 봉수를 올리지 못할 때는 포성(砲聲, 信砲․發火 등)과 각성(角聲, 角吹)으로 주위의 주민과 수비군인에게 급보를 알리고, 봉수군이 다음 봉수대까지 직접 달려가서 알리기도 하였다.
무악봉수대 중 동봉수대는 제3봉수로로 평안북도 강계(江界)에서 출발하여 황해도 → 경기도 내륙을 따라 고양 해포나루 → 무악 동봉 → 목멱(남산) 훈도방으로 연결하는 직봉 79처, 간봉 20처를 경유하는 봉수를 남산에 최종적으로 연락하는 곳이다. 이와 달리 제4봉수로 기점이었던 서봉수대는 평안북도 의주(義州)에서 시발하여 황해도 → 경기도 해안을 따라 고양 고봉 → 무악 서봉 → 목멱(남산) 명례방으로 연결하는 직봉 71처, 간봉 22처를 경유하는 경봉수대 최종 직봉이며, 동봉수대로부터 100m 정도 떨어진 지점에 있었던 것으로 추정된다.
무악 동봉수대는 터만 남아 있던 것을 서울정도 600년 기념사업의 하나로 1994년에 자연석을 사용하여 상부 연대(烟臺), 하부 연대, 봉화연조대를 갖춘 현재의 모습으로 복원되었다.

## 같이 보기
- 봉수
- 무악산

## 참고 자료
- 무악산 등봉수대 터 - 국가유산청 국가유산포털

 본 문서에는 서울특별시에서 지식공유 프로젝트를 통해 퍼블릭 도메인으로 공개한 저작물을 기초로 작성된 내용이 포함되어 있습니다.